# Providence Steam Roller

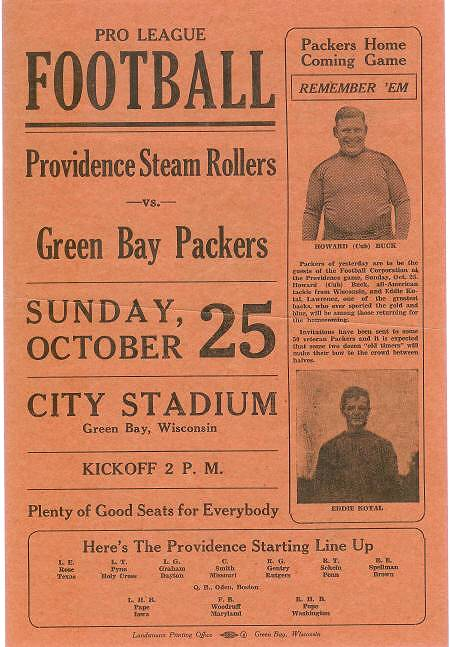
Programa de jogo - Providence Steam Rollers no Green Bay Packers, 25 de outubro de 1931 (os Packers venceram, 48-20)

Providence Steam Roller foi uma equipe de futebol americano sediada na cidade de Providence, Rhode Island, nos Estados Unidos. Foi campeã da Temporada de 1928 da National Football League.
Segundo o livro O Início da NFL 1920-1952, o Steam Roller foi o primeiro time a jogar num velódromo. Em 1929 o time obteve duas marcas históricas: a primeira de jogar quatro jogos em seis dias (0-3-1) e a segunda marca foi conseguida durante essa sequência, contra o Chicago Cardinals. O Steam Roller jogou no Kinsley Park que tinha refletores e, desta forma, foi disputada a primeira partida noturna da NFL. Foi um sucesso de público, cerca de seis mil fãs compareceram ao jogo.

## Ex-jogadores do time
- Abe Wilson